# Dolmen de Busnela
Le dolmen de Busnela (en espagnol : dolmen de Busnela) est un dolmen situé près de la commune de Merindad de Valdeporres, dans la province de Burgos, en Castille-et-León.

## Structure

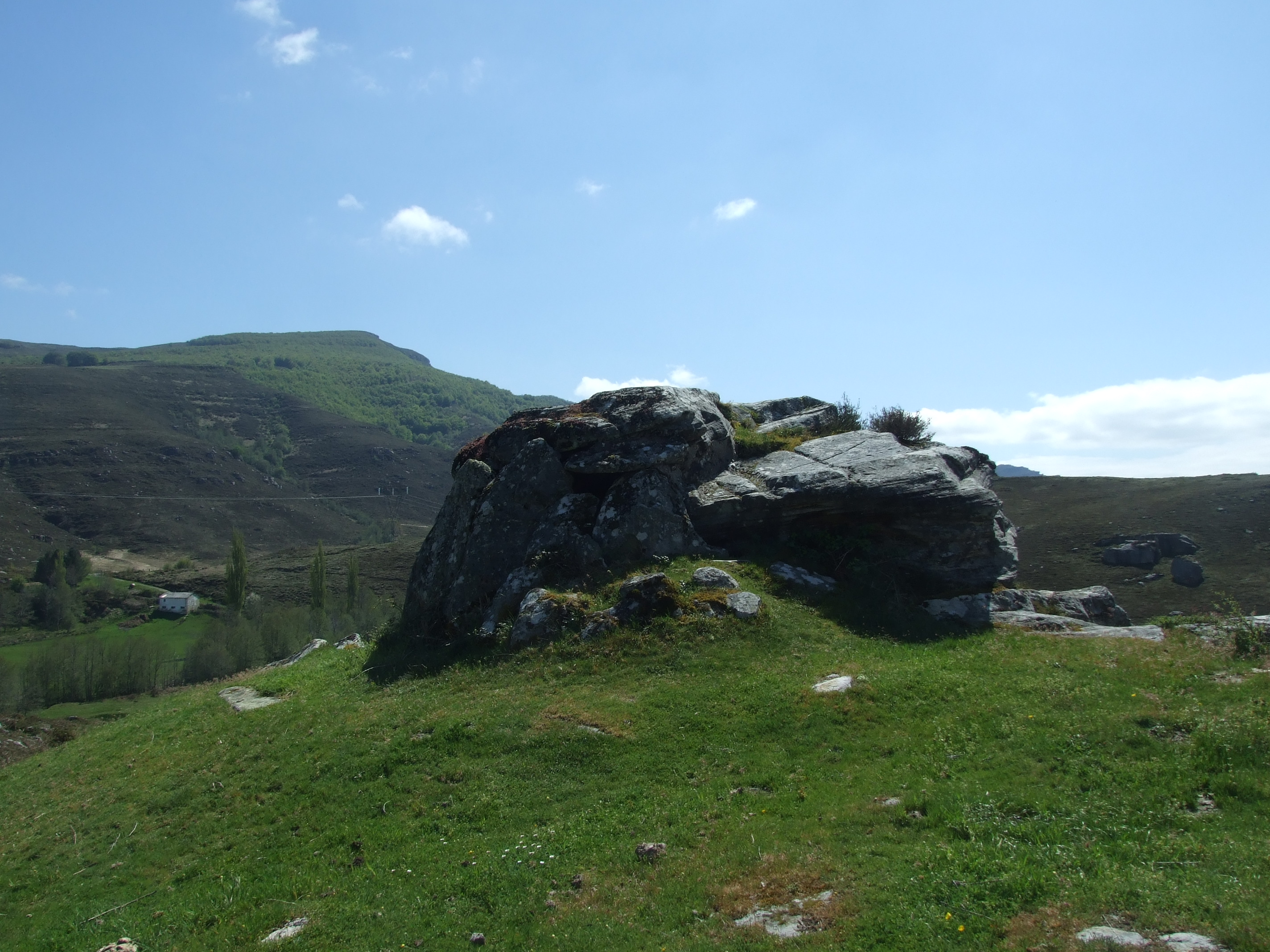
Vue du dolmen de Busnela en 2013.

Il mesure environ 7 m de long pour 2,30 m de haut. La table de couverture repose sur sept orthostates.

## Histoire
Le dolmen date du néolithique et serait vieux de 5 000 ans.